# Joseph Salame
Joseph Salame (ur. 25 grudnia 1914 w Antilias, zm. 29 marca 2004) – libański duchowny katolicki rytu maronickiego.
Przyjął święcenia kapłańskie 10 marca 1940. W marcu 1967 został mianowany arcybiskupem Aleppo rytu maronickiego, konsekracja miała miejsce 14 maja 1967. Od września 1967 do 1977 był jednocześnie administratorem apostolskim Laodicei.
W czerwcu 1990, w związku z osiągnięciem wieku emerytalnego, złożył rezygnację z rządów archidiecezją (jego następcą został Pierre Calaos).